# Ayyub Guliyev
Ayyub Ramiz oglu Guliyev (en azerí: Əyyub Ramiz oğlu Quliyev; Bakú, 26 de julio de 1984) es un director de orquesta de Azerbaiyán, director titular del Teatro de Ópera y Ballet Académico Estatal de Azerbaiyán y  principal director invitado de la Orquesta Sinfónica Académica de Kunming.

## Biografía
Ayyub Guliyev nació el 26 de julio de 1984 en Bakú. 
En 2005 se graduó con honores de la Academia de Música de Bakú. Entre 2005 y 2008 estudió en el Conservatorio Estatal de San Petersburgo. Entre 2008 y 2010 estudió en la Universidad de Música y Arte Dramático de Viena y la Academia de Música en la República Checa.
En 2013 fue nombrado principal director invitado de la Orquesta Sinfónica Académica de Rusia. En 2018 fue nombrado director titular y director artístico del Teatro de Ópera y Ballet Académico Estatal de Azerbaiyán.
En 2020, por decreto del presidente húngaro János Áder y del primer ministro Viktor Orbán, Eyyub Guliyev recibió el premio estatal más alto de este país - la Orden de la Cruz de Oro.

## Premios y títulos
- 2015 – Premio “Humay”
- 2017 - Artista de Honor de Azerbaiyán[6]